# Sonneberg
Sonneberg (pronunciación en alemán: /ˈzɔnəˌbɛʁk/ⓘ) es una ciudad al sur de Turingia en Alemania siendo la sede administrativa del distrito de Sonneberg. La ciudad es un centro regional y junto con la ciudad bávara adyacente de Neustadt forma una entidad urbana geográfica y económicamente coherente. Esta ciudad era conocida como la ciudad del juguete por lo que mantiene el Museo Alemán del juguete y desde 1925 tiene el Observatorio Sonneberg. Justo al norte de la ciudad comienzan las montañas de pizarra de Turingia.
La ciudad se extiende por los valles de los ríos Rothen y Steinach hasta el distrito de Coburg en la Alta Franconia y por la ladera sur del bosque de Turingia.

## Localidades
El territorio del municipio ha sido ampliado varias veces desde 1919, al incorporar territorios de municipios vecinos que han ido desapareciendo. La última modificación tuvo lugar en 2013, cuando se incorporó al término municipal de la ciudad el territorio del hasta entonces municipio de Oberland am Rennsteig. Sonneberg comprende desde 2013 las siguientes subdivisiones: Altstadt, Bettelhecken, Hönbach, Hüttensteinach, Innenstadt, Köppelsdorf, Malmerz, Mürschnitz, Neufang, Oberlind, Steinbach, Unterlind, Wehd, Wolkenrasen, Spechtsbrunn, Hasenthal, Vorwerk, Haselbach, Schneidemühle, Friedrichsthal, Eschenthal, Georgshütte, Blechhammer y Hüttengrund.

## Personas ilustres
Entre las personas ilustres que han nacido o vivido en esta ciudad se encuentran:
- Felix Loch, medalla de oro en luge en los Juegos Olímpicos de 2010.
- August Schleicher (1821–1868), lingüista.
- Cuno Hoffmeister (1892–1968), astrónomo.
- Tankred Dorst (* 1925), escritor y hombre de teatro.
- Sebastian Lang (* 1979), ciclista.
- Paul Oswald Ahnert (1897–1989), astrónomo.
- Eva Ahnert-Rohlfs (1912–1954), astrónoma.

## Ciudades hermanadas
- Alemania, Göppingen (Baden-Wurttemberg)
- Alemania, Neustadt (Baviera)